# أميه بيث ديكنسون
أميه بيث ديكنسون (بالإنجليزية: Amie Beth Dickinson)‏ هي متسابقة ملكة الجمال أمريكية، ولدت في عقد 1970 في مقاطعة شيلبي في الولايات المتحدة.